# Сава Илиев
Сава Илиев Сирманов е български просветен деец.

## Биография
Роден в село Сирмани, днес квартал на Габрово, през 1840 година. Първоначалното си образование получил в килийното и в класно училище в Габрово. През 1859 г. постъпва като априловски стипендиант в гимназията в Одеса, която завършва успешно през 1864 г. През месец октомври 1864 г. се завръща в Габрово и става учител в класното училище. Негови колеги са Илия Христович и Игнат Иванов. Тримата млади учители се обединяват около идеята да възстановят доброто име на училището след напускането на Тодор Бурмов в началото на 1860 г. В Габрово Сава Сирманов учителства до 1867 г. Заедно със своите колеги и другари е интерниран в Русе по донос на Габровските чорбаджии. Тази песен е написана именно по този повод. Ходатайствайки габровци не успели да издействат завръщането им в града. По преценка на русенските първенци, Сава Сирманов и Илия Христович са назначени за учители в Русе. Там преподава до 1869 г., след което заминава за Видин и там остава до 1872 г.

## Постижения във Видин
- Оставя прекрасни спомени като учител и общественик;
- Съдейства за откриване на IV клас обучение;
- Спомага за издигане училището на нужната висота;
- Взема инициативата за основаване на читалище „Цвят“, на ученическо дружество и за откриване на неделно училище;

През 1872 г. напуска Видин и се установява в Горна Оряховица. Там до 1877 г. открива V клас в мъжкото и IV клас в девическото училище.
- Основава женско дружество;
- Основава читалище;
- Става ревностен и деен член на горнооряховския революционен комитет;

## Заслуги за Габрово
През Освободителната война /1877 – 1878/ е вече в Габрово. След превземане на Стара планина от освободителните войски, той става председател на новообразувания Български благотворителен комитет в Габрово. Този комитет се занимава с организиране охраната на града и околията след оттегляне на руските войски.
Избран за председател на градския съвет на Габрово (януари-април 1879 г.). Като такъв по право е делегат в Учредителното събрание в Търново.

## Заслуги към българското общество
След Освобождението е заемал следните длъжности:
- Окръжен началник /управител/ на Русе;
- Учител в Габрово;
- Училищен инспектор в Търновски учебен окръг;
- Директор на търновската девическа гимназия;
- Директор на мъжката гимназия „Св. Кирил“;

Завършва земния си път в Търново през месец август 1903 г. на 63-годишна възраст.